# Europamesterskabet i fodbold 1972
Europamesterskabet i fodbold 1972 var det fjerde EM i fodbold arrangeret af UEFA. Turneringen blev afholdt i to faser – først en kvalifikation, hvorfra fire hold gik videre til slutrunden, der fortsat kun bestod af semifinalerne, bronzekampen og finalen. Slutrunden blev spillet i Belgien i perioden 14. – 18. juni 1972.

## Kvalifikationsturnering

### Indledende runde
De otte gruppevindere gik videre til kvartfinalerne.
| Gruppe 1        | Kampe | Mål  | Point |
| --------------- | ----- | ---- | ----- |
| Rumænien        | 6     | 11-2 | 9     |
| Tjekkoslovakiet | 6     | 11-4 | 9     |
| Wales           | 6     | 5-6  | 5     |
| Finland         | 6     | 1-16 | 1     |

| Gruppe 2  | Kampe | Mål  | Point |
| --------- | ----- | ---- | ----- |
| Ungarn    | 6     | 12-5 | 9     |
| Bulgarien | 6     | 11-7 | 7     |
| Frankrig  | 6     | 10-8 | 7     |
| Norge     | 6     | 5-18 | 1     |

| Gruppe 3   | Kampe | Mål  | Point |
| ---------- | ----- | ---- | ----- |
| England    | 6     | 15-3 | 11    |
| Schweiz    | 6     | 12-5 | 9     |
| Grækenland | 6     | 3-8  | 3     |
| Malta      | 6     | 2-16 | 1     |

| Gruppe 4      | Kampe | Mål  | Point |
| ------------- | ----- | ---- | ----- |
| Sovjetunionen | 6     | 13-4 | 10    |
| Spanien       | 6     | 14-3 | 8     |
| Nordirland    | 6     | 10-6 | 6     |
| Cypern        | 6     | 2-26 | 0     |

| Gruppe 5 | Kampe | Mål  | Point |
| -------- | ----- | ---- | ----- |
| Belgien  | 6     | 11-3 | 9     |
| Portugal | 6     | 10-6 | 7     |
| Skotland | 6     | 4-7  | 6     |
| Danmark  | 6     | 2-11 | 2     |

| Gruppe 6 | Kampe | Mål  | Point |
| -------- | ----- | ---- | ----- |
| Italien  | 6     | 12-4 | 10    |
| Østrig   | 6     | 14-6 | 7     |
| Sverige  | 6     | 3-5  | 6     |
| Irland   | 6     | 3-17 | 1     |

| Gruppe 7    | Kampe | Mål  | Point |
| ----------- | ----- | ---- | ----- |
| Jugoslavien | 6     | 7-2  | 9     |
| Holland     | 6     | 18-6 | 7     |
| DDR         | 6     | 11-6 | 7     |
| Luxembourg  | 6     | 1-23 | 1     |

| Gruppe 8     | Kampe | Mål  | Point |
| ------------ | ----- | ---- | ----- |
| Vesttyskland | 6     | 10-2 | 10    |
| Polen        | 6     | 10-6 | 6     |
| Tyrkiet      | 6     | 5-13 | 5     |
| Albanien     | 6     | 5-9  | 3     |

### Kvartfinaler
De otte gruppevindere fra indledende runde spillede om fire pladser ved EM-slutrunden. Hjemmeholdet i 1. kamp er nævnt først.
| Kamp                                                        | Samlet  | 1. kamp | 2. kamp |
| ----------------------------------------------------------- | ------- | ------- | ------- |
| England - Vesttyskland                                      | 1-3     | 1-3     | 0-0     |
| Italien - Belgien                                           | 1-2     | 0-0     | 1-2     |
| Ungarn - Rumænien                                           | 3-3 (a) | 1-1     | 2-2     |
| Jugoslavien - Sovjetunionen                                 | 0-3     | 0-0     | 0-3     |
| (a) Ungarn vandt tredje kamp 2-1 på neutral bane i Beograd. |         |         |         |

## Slutrunde

### Semifinaler
| Dato  | Kamp                                                       | Res. | Sted                      |
| ----- | ---------------------------------------------------------- | ---- | ------------------------- |
| 14.6. | Vesttyskland - Belgien                                     | 2-1  | Boseuilstadion, Antwerpen |
|       | 1-0, 2-0 Gerd Müller (24., 71.) 2-1 Odilon Polleunis (83.) |      |                           |
| 14.6. | Sovjetunionen - Ungarn                                     | 1-0  | Parc Astrid, Bruxelles    |
|       | 1-0 Anatoli Konkov (53.)                                   |      |                           |

### Bronzekamp
| Dato  | Kamp                                                                     | Res. | Sted                     |
| ----- | ------------------------------------------------------------------------ | ---- | ------------------------ |
| 17.6. | Belgien - Ungarn                                                         | 2-1  | Stade de Sclessin, Liège |
|       | 1-0 Raoul Lambert (24.) 2-0 Paul Van Himst (28.) 2-1 Lajos Kü (str. 53.) |      |                          |

### Finale
| Dato  | Kamp                                                                 | Res. | Sted                     |
| ----- | -------------------------------------------------------------------- | ---- | ------------------------ |
| 18.6. | Vesttyskland - Sovjetunionen                                         | 3-0  | Heizelstadion, Bruxelles |
|       | 1-0 Gerd Müller (27.) 2-0 Herbert Wimmer (52.) 3-0 Gerd Müller (58.) |      |                          |

Den legendariske vesttyske målræv Gerd Müller scorede fire mål i slutrunden – begge mål i semifinalen og to af de tre mål i finalen. Med fire mål blev han suveræn topscorer ved slutrunden, idet ingen anden spiller formåede at score mere end ét mål.

## Statistik

### Målscorer
Der blev scoret 10 mål i 4 kampe, hvilket giver 2.5 mål pr. kamp.
4 goals
- Gerd Müller

1 goal
- Herbert Wimmer
- Anatoli Konkov
- Raoul Lambert
- Odilon Polleunis
- Paul Van Himst
- Lajos Kű

## Europamestrene
- Målmand: Sepp Maier.
- Forsvar: Horst-Dieter Höttges, Franz Beckenbauer, Georg Schwarzenbeck, Paul Breitner
- Midtbane: Ulrich Hoeneß, Günter Netzer, Herbert Wimmer, Heinz Flohe
- Angreb: Jupp Heynckes, Gerd Müller, Erwin Kremers, Jürgen Grabowski, Siegfried Held.
- Træner: Helmut Schön